# Mamoea bicolor
Mamoea bicolor is een spinnensoort uit de familie Desidae. De soort komt voor in Nieuw-Zeeland.